# رالي سفاري
رالي سفاري (بالإنجليزية: Safari Rally)‏ هو سباق رالي يقام في سهول كينيا منذ عام 1953. كان جزءًا من بطولة العالم للراليات منذ عام 1973 حتى عام 2002، وعاد الى البطولة منذ موسم 2021. يُنظر إلى السباق تاريخياً على أنه أحد أصعب السباقات في بطولة العالم للراليات، وأحد أكثر الراليات شعبية في إفريقيا.

## سجل السائقين الفائزين
قائمة سجل السائقين والمصنعين الأكثر فوزا
| مرات فوز | السائق         |
| -------- | -------------- |
| 5        | شيخار ميهتا    |
| 5        | كارل توندو     |
| 4        | جورن فالديجورد |
| 3        | جوها كانكونن   |
| 3        | بالديف شاجر    |
| 3        | جوجيندر سينغ   |
| 3        | كولين ماكراي   |

| مرات فوز | المصنع           |
| -------- | ---------------- |
| 19       | ميتسوبيشي موتورز |
| 10       | تويوتا           |
| 8        | فورد             |
| 6        | بيجو             |